# فيكتور ريباكوف
فيكتور ريباكوف (بالروسية: Рыбаков, Виктор Григорьевич)‏ (مواليد 28 مايو 1956) هو ملاكم روسي، مثّل بلاده في الألعاب الأولمبية الصيفية في دورتي 1976 و1980.

## روابط خارجية
فيكتور ريباكوف على موقع أوليمبيديا (الإنجليزية)